# Гедлингер, Иоганн Карл
Иоганн Карл Гедлингер (нем. Johann Karl von Hedlinger; 28 марта 1691, Зеевен, Швейцария — 14 марта 1771, Швиц, Швейцария) — швейцарский художник-медальер, известный по своей работе в Швеции и в России.

## Биография
Иоганн Карл Гедлингер родился 28 марта 1691 года в швейцарском городке Зеевен в кантоне Швиц в центре страны, в семье швейцарского горного инспектора Иоганна Баптиста Г. Гедлингера и Анны Элизабет Бетшард. Сначала он отправился в Зеевен, а в 1700 году, когда его отец стал начальником рудника в долинах Боленц и Бленьо, он поступил в гимназию в Беллинцоне.
Ещё в детстве Гедлингер обнаружил склонность к рисованию и гравированию. В 1709 году отец отправил его в ученики к Вильгельму Крауэру из Люцерна, который тогда был мастером монетного двора в Сионе, но год спустя стал мастером монетного двора в Люцерне, а позднее — арендатором монетного двора епископа Базеля и города Биля. У него Гедлингер учился гравированию и ювелирному делу. В период с 1710 по 1714 год он изготавливал штампы для люцернских монет, а также чеканил монеты Монбельяра и Поррантрюи. Его ученичество было прервано в 1712 году войной пяти католических обществ Швейцарской конфедерации против Цюриха и Берна, в которой он участвовал в качестве добровольца и лейтенанта Люцернского корпуса.

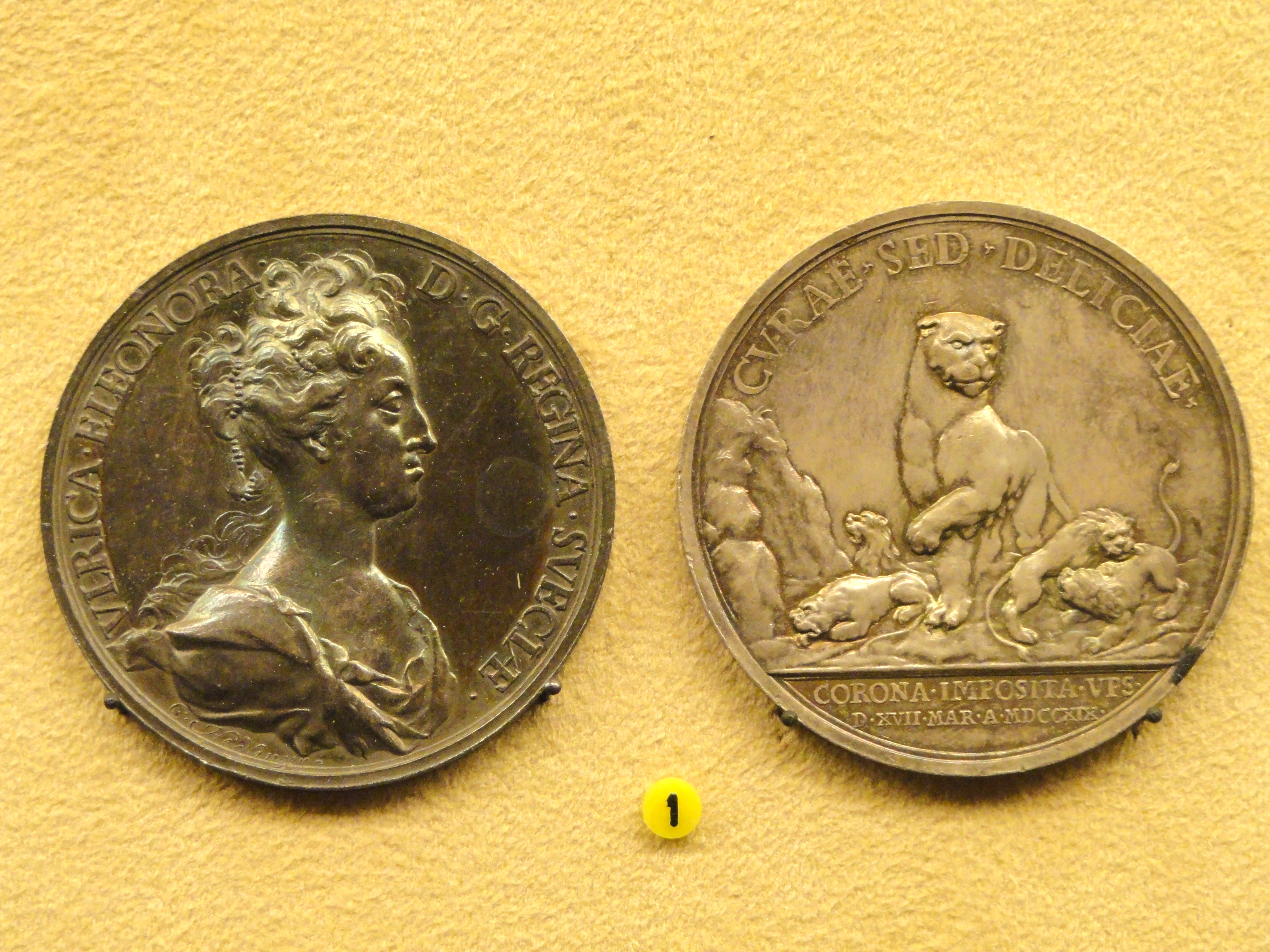
Медаль работы Гедлингера по случаю коронации шведской королевы Ульрики Элеоноры. 1719

В 1717 году он покинул Люцерн и отправился в Нанси, чтобы совершенствовать свои знания под руководством местного придворного медальера Фердинанда Сент-Урбена. В Париже учился медальерному искусству у Франсуа Ретье. В Париже он сравнительно быстро вошёл в художественное сообщество медальеров и подружился, в частности, с Франсуа Ретье. Когда восемнадцать месяцев спустя Гедлингер захотел отправиться в Англию, он и другие были завербованы (или привлечены) бароном бароном Георгом Генрихом фон Гёрцем ко двору молодого шведского короля Карла XII, войска которого в то время оккупировали Норвегию.
Осенью 1718 года Гедлингер встретился в Норвегии с королём Карлом. Гедлингер изготовил для него марку в качестве образца печати, которая так понравилась королю, что он отправил её в Стокгольм. В то же время король приказал исполнить все желания Гедлингера, чтобы он остался при дворе. Прибыв в Стокгольм, Гедлингер занял место недавно умершего Арвида Карлстейна, ученика Ретье, в должности директора Королевского монетного двора. Его первой работой в Швеции стала медаль с изображением короля Карла XII.
30 ноября 1718 года Карл XII пал, ему наследовала сестра Ульрика Элеонора. Она оказала Гедлингеру ту же милость. Помимо своих официальных обязанностей, Гедлингер создал медаль в честь её коронации как королевы Швеции 11 декабря 1718 года и коронации её мужа как короля Швеции 3 мая 1720 года, а также для президента сената и имперского канцлера графа Арвида Хорна, что принесло ему признание новой правящей четы и шведского общества. В последующие годы Гедлингер прославился и в других странах. Стокгольм наряду с Парижем стал ещё одним центром европейского медальерного искусстваPeter Felder. Hettlingen [Hedlinger], Johann Carl // Historisches Lexikon der Schweiz </ref>.
В 1723 году царь Пётр I приглашал мастера в Россию, но Гедлингер тогда не согласился оставить Швецию. В 1725 году Гедлингер изготовил медаль для императора Карла VI, а спустя год ему был предоставлен отпуск для поездки в Италию, который он также использовал, чтобы по пути заехать в Швейцарию. Он проехал через Италию до Неаполя. Там он провёл некоторое время и подружился с художником Пьетро Соллимой, прежде чем отправиться в Рим, где быстро нашёл признание у местных художников и подружился с живописцем Франческо Тревизани и скульптором Камилло Рускони, люцернским гравёром Дж. Дж. Фреем и антикваром Франческо де Фикорони. Папе Бенедикту XIII он выразил своё почтение медалью, после чего последний вручил ему Верховный орден Христа.
В сопровождении шведского художника Жоржа Демаре он вернулся в Швецию через восемнадцать месяцев. Он счастливо преодолел тяжелую болезнь и в 1728 году отклонил приглашение польского короля и курфюрста саксонского Августа Сильного приехать в Польшу. Помимо новых медалей, посвященных правящей королевской чете и выдающимся деятелям шведского общества, он также выпустил серию медалей всех шведских королей. Вдохновлённый античностью и поездкой в Италию, он создал одну из своих самых красивых медалей: на аверсе изображён его бюст без упоминания имени, на реверсе — сова, вооружённая шлемом и копьем Минервы, а также надпись «LAGOOM» греческим унциалом, что означает шведское слово «lagom» («умеренный» или «не слишком много, не слишком мало»), являющееся его личным девизом.
В 1735 году, уже после смерти Петра, он прибыл в столицу Российской империи, чтобы с натуры сделать портрет императрицы Анны Иоанновны, и прожил в Санкт-Петербурге около двух лет. Он также увековечил Анну Иоанновну на медали. В 1741 году он отклонил второе приглашение к русскому двору в Санкт-Петербурге, адресованное новой царице Елизавете Петровне, и вместо этого послал ей медальон с ее портретом на аверсе. Во время своего третьего отпуска он посетил родную Швейцарию. Здесь, в возрасте пятидесяти лет, он женился на Марии Розе Франциске Шорно, происходившей из старинного швейцарского рода Шорно, и жил с ней во Фрайбурге, Швейцария. Во время путешествия по Германии Фридрих Великий встретил его со всеми почестями в Берлине и также пытался удержать его, но безуспешно.
В 1744 году Хедлингер вернулся в Стокгольм один, где получил звание придворного интенданта и был назначен членом Шведской королевской академии наук. Это должно было побудить его остаться в Швеции, но его влекло к жене и родине. Поэтому он попросил об освобождении, что в конечном итоге было удовлетворено. По его просьбе его ученик Даниэль Ферман стал его преемником на посту директора Королевского монетного двора. В ноябре 1745 года Гедлингер покинул Стокгольм и вернулся в Швейцарию. Его коллекция медалей и библиотека, которые были отправлены ранее, были утеряны во время кораблекрушения. Он переехал в свой родной город Зеевен, где и оставался до конца своей жизни. Хотя он по-прежнему совершал небольшие поездки, он работал в тихом уединении в своей мастерской и вёл оживленную переписку со шведскими друзьями и коллегами-медальерами.
В этот последний творческий период он создал медали для королей и принцев, для Фридриха Великого, императрицы Марии Терезии, короля Великобритании Георга II, ландграфа Вильгельма VIII Гессен-Кассельского, а также для шведских государственных деятелей и ученых. Он также создал наградную медаль для Берлинской академии наук, Большую медаль за заслуги перед Республикой Берн и юбилейную медаль для монастыря Айнзидельн, и это лишь некоторые из его заслуг. Он также посвятил медали своей семье. Он запечатлел на медали свою свадьбу в 1741 году и свадьбу своей единственной дочери в 1761 году, а также раннюю смерть своей жены в 1755 году. В 1765 году он создал еще одну медаль с портретом своей дочери. Однако две медали остались незавершёнными, когда он умер в Зеевене 14 марта 1771 года, незадолго до своего 80-летия.
В 1748 году он был принят в качестве иностранного члена в Прусскую академию наук.
Из работ Гедлингера непосредственное к России имеют отношение следующие: портрет императрицы на монетах (1736 год), медали большой величины с надписью: «В мире и войне славна», малой величины с надписью: «Расе belloque summa» и средней величины с надписью: «Слава Империи», большой восковой медальон с поясным изображением Бирона, большой односторонний медальон с грудным изображением императрицы Елизаветы Петровны, выполненный им в Стокгольме по высланному к нему портрету, медали в память графа Николая Фёдоровича Головина и графа Андрея Ивановича Остермана. Им выбита также шведская медаль по случаю Ништадтского мира.
После смерти художника его произведения были изображены в книге «Oeuvre du Chevalier Hedlinger ou recueil des médailles de ce célèbre artiste, par Ch. de Mechel. Basle, 1776». Также в память о Гедлингере выбито несколько медалей.